# Torrent de Centelles (Castellcir)
El torrent de Centelles és un curs d'aigua dels termes municipals de Sant Martí de Centelles, a la comarca d'Osona, i de Castellcir, a la comarca del Moianès.

## Terme municipal de Sant Martí de Centelles
Es forma a ponent de la masia de la Rovira de Cerdans, al sud-oest del Collet de la Rovira de Cerdans i al nord de Puig Oriol, des d'on comença el seu curs cap al nord-oest, fins que va girant de primer cap a l'oest i després, progressivament, cap a l'oest-sud-oest. En el moment que passa pels Sots Fondos abandona el terme de Sant Martí de Centelles i entra en el de Castellcir.

## Terme municipal de Castellcir

El Torrent de Centelles, respecte del terme de Castellcir

Des dels Sots Fondos continua cap a ponent decantant-se cap a migdia, passa al sud de la Solella del Castell i en el moment que emprèn ja decididament la direcció sud-oest deixa a la dreta el paratge de la Popa, els Camps del Solei, el Castell de Castellcir i les restes de l'església romànica de Sant Martí de la Roca. Tot seguit passa al nord de la Rompuda Grossa, passada la qual troba, successivament, la Font de l'Escudella i la Font de la Cava, lloc on torna a canviar de direcció, ara marcadament cap a ponent. Al cap de poc passa pel costat nord de la Rompuda i de seguida s'aboca en la Riera de Castellcir, a prop i al sud-oest de la Poua i la Torrassa dels Moros.